# جزيرة دوران النهر الصناعي

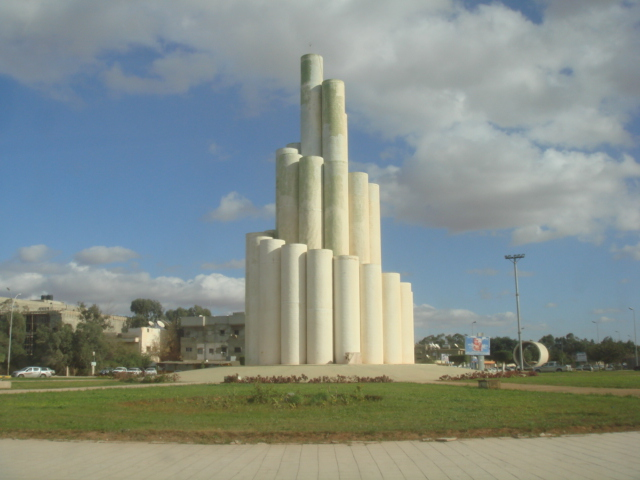
صورة لجزيرة دوران النهر الصناعي

جزيرة دوران النهر الصناعي (جزيرة الجعب) تقع في حي الحدائق جنوب مركز مدينة بنغازي تعتبر مميزة لمدينة بنغازي، وسميت بجزيرة دوران النهر الصناعي لوجود أنابيب من مشروع النهر الصناعي مشكلة نصبا بالجزيرة.